# Myrmecocystus colei
Myrmecocystus colei is een mierensoort uit de onderfamilie van de schubmieren (Formicinae). De wetenschappelijke naam van de soort is voor het eerst geldig gepubliceerd in 1976 door Snelling, R.R..